# Rambutyoön

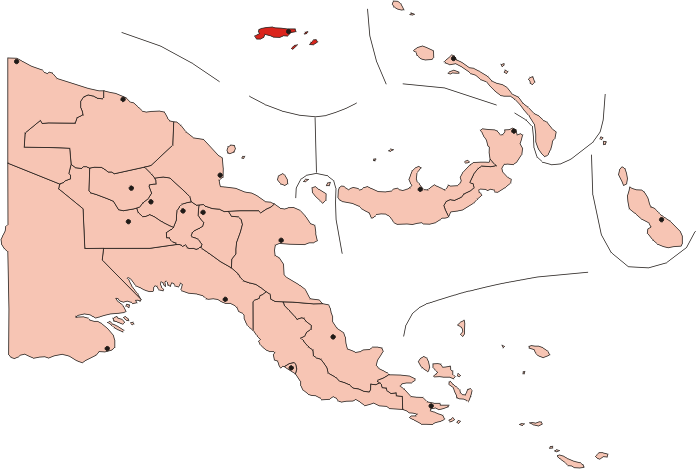
lägeskarta

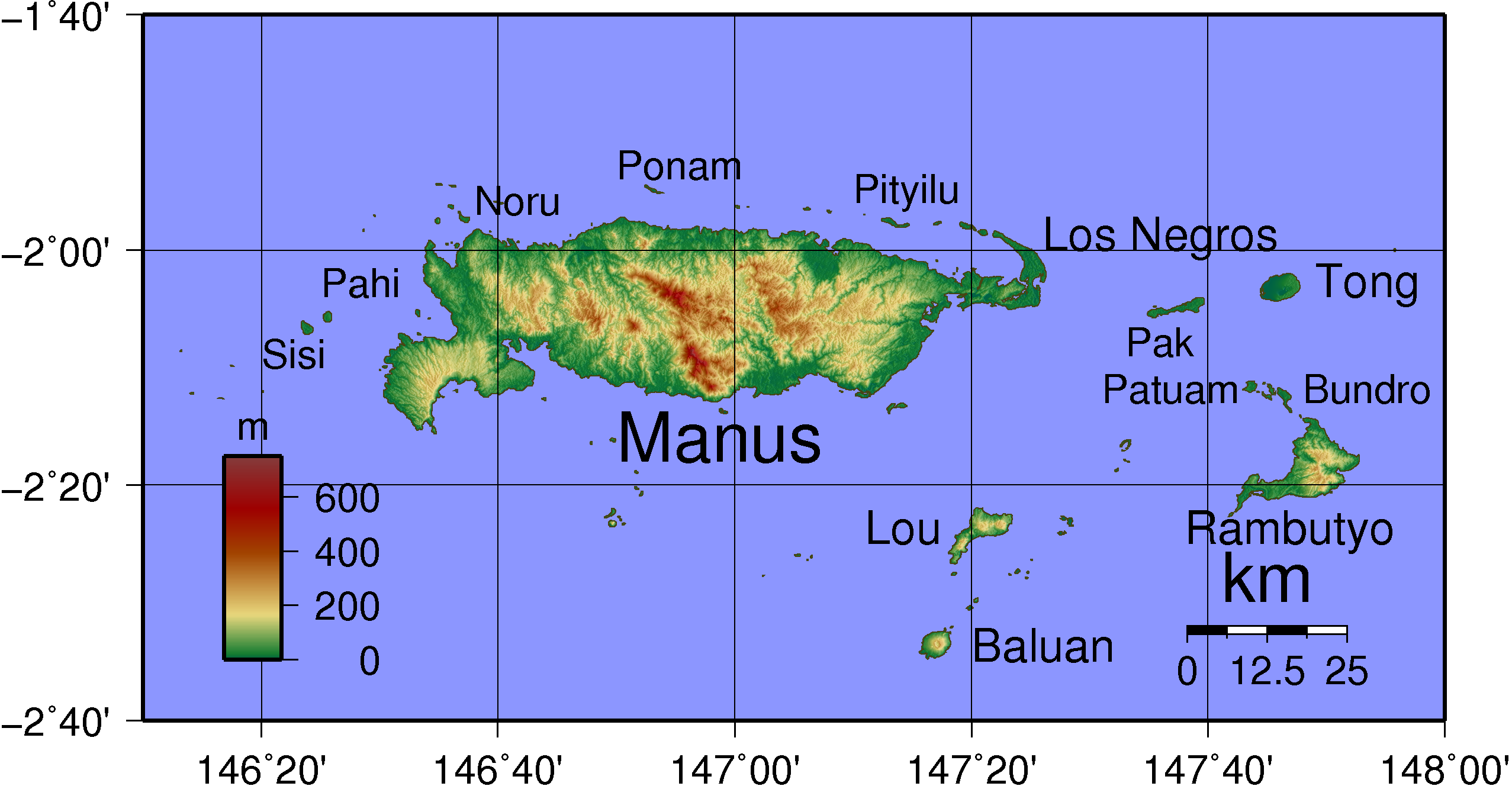
Rambutyos läge

Rambutyoön eller Lambutyoön (tidigare Jesus Maria Island) är en ön bland Amiralitetsöarna i Bismarckarkipelagen som tillhör Papua Nya Guinea i västra Stilla havet.

## Geografi
Rambutyo-ön utgör en del av Manusprovinsen och ligger cirka 800 km norr om Port Moresby och ca 50 km sydöst om huvudön Manus. Dess geografiska koordinater är 2°18′ S och 147°49′ Ö.
Ön är av vulkaniskt ursprung och har en areal om ca 88 km². Den högsta höjden är på cirka 230 m ö.h. Tillsammans med småöarna Bundro Island och Patuam Islands norr om ön kallas området även Horno Islands.
Befolkningen uppgår till cirka 1.000 invånare främst fördelad på de två orterna Lenkau och Penchal på öns västra del. De två byarna utgör även vars sitt eget  | 1 språkområde.
Rambutyoön kan endast nås med fartyg då den saknar flygplats.

## Historia
Ön har troligen bebotts av melanesier sedan cirka 1500 f.Kr.
Området hamnade 1885 under tysk överhöghet och införlivades 1899 i området Tyska Nya Guinea och förvaltades av handelsbolaget Neuguinea-Compagnie.
Under första världskriget erövrades ön 1914 av Australien som senare även officiellt förvaltningsmandat för hela Bismarckarkipelagen av Förenta Nationerna.
1942 till 1944 ockuperades ön av Japan men återgick 1949 till australiensiskt förvaltningsmandat tills Papua Nya Guinea blev självständigt 1975.